# Budki (powiat lubartowski)
Budki (nazwa historyczna i oboczna Kolonia Budki) – wieś w Polsce położona w województwie lubelskim, w powiecie lubartowskim, w gminie Michów. 
Administracyjnie Budki są  sołectwem, odrębnym od pozostałej część wsi, która stanowi sołectwo Miastkówek.
Do 2024 r. miejscowość była częścią wsi Miastkówek. W latach 1975–1998 miejscowość należała administracyjnie do województwa lubelskiego.